# Ludwigia polycarpa
Ludwigia polycarpa är en dunörtsväxtart som beskrevs av Charles Wilkins Short, Amp; Peter, John Torrey och Gray. Ludwigia polycarpa ingår i släktet ludwigior, och familjen dunörtsväxter. Inga underarter finns listade i Catalogue of Life.

## Bildgalleri

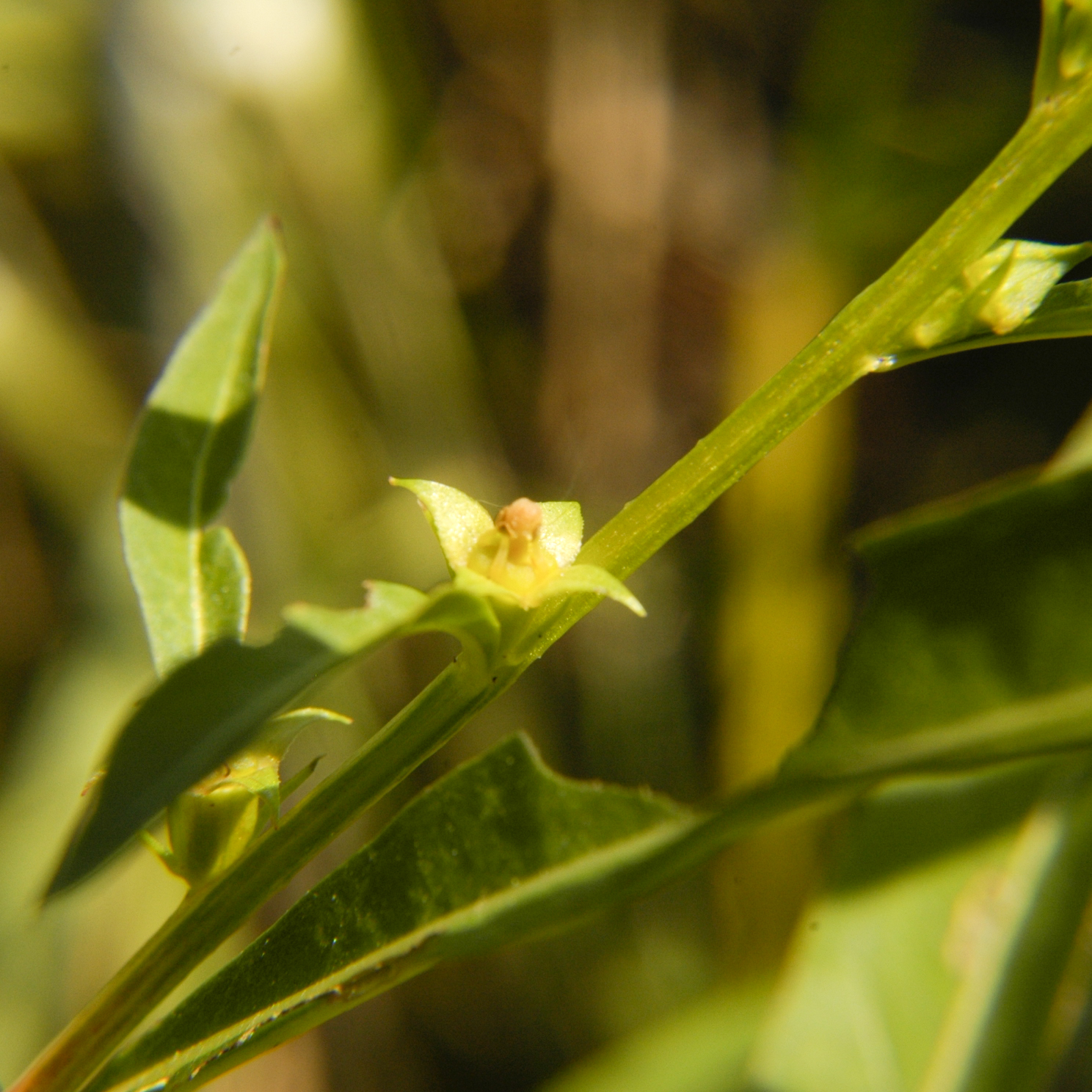